# Telenomus busseolae
Telenomus busseolae is een vliesvleugelig insect uit de familie van de Scelionidae. De wetenschappelijke naam van de soort is voor het eerst geldig gepubliceerd in 1922 door Gahan.